# 시간 수집자 린네!
《시간 수집자 린네!》(일본어: 時載りリンネ!)는 아오노 세이 작・고나쓰 가라스 그림의 라이트 노벨 작품이다. 제 11회 스니커 대상 장려상을 수상받았다. 가도카와 스니커 문고를 통해 발간충. 아동 문학과 같은 작풍이 특징으로 작 중 고전 아동 문학 오마쥬가 여기저기에 삽입되어 있다.

## 단행본 목록
- 《시간 수집자 린네! 1 시작의 책》 초판 발행 2007년 8월 1일 ISBN 978-4-04-473201-1
- 《시간 수집자 린네! 2 시간의 요람》 초판 발행 2007년 12월 1일 ISBN 978-4-04-473202-8
- 《시간 수집자 린네! 3 속삭이는 크로젯트》초판 발행 2008년 7월 1일 ISBN 978-4-04-473203-5
- 《시간 수집자 린네! 4 소중한 나날》초판 발행 2008년 10월 1일 ISBN 978-4-04-473204-2
- 《시간 수집자 린네! 5 내일의 스케치》초판 발행 2009년 7월 1일 ISBN 978-4-04-473205-9